# Euaresta tapetis
Euaresta tapetis är en tvåvingeart som först beskrevs av Daniel William Coquillett 1894.  Euaresta tapetis ingår i släktet Euaresta och familjen borrflugor. Inga underarter finns listade i Catalogue of Life.